# آدریانا تریگیانی
آدریانا تریگیانی (تریجیانی) نویسنده پرفروش هجده کتاب آمریکایی، نمایشنامه نویس، نویسنده/تهیه‌کننده تلویزیون، کارگردان/فیلمنامه‌نویس/تهیه‌کننده فیلم، و کارآفرین مستقر در شهر نیویورک است. تریگیانی از سال ۲۰۰۰ هر سال یک رمان منتشر کرده‌است.

## اوایل زندگی و حرفه
تریگیانی با الهام از میراث ایتالیایی آمریکایی و دوران کودکی در منطقه آپالاچ در بیگ استون گپ، ویرجینیا طی کرد، سپس تحصیل در کالج سنت مری در ایندیانا، در سال ۱۹۸۵ وارد نیویورک شد. اولین حضور تریگیانی خارج از برادوی در شهر نیویورک و به عنوان نمایشنامه نویس در کلوپ تئاتر منهتن با فیلم Secrets of the Lava Lamp به کارگردانی استوارت راس در سال ۱۹۸۵ بود. تریگیانی هجده فیلم داستانی و غیر داستانی پرفروش نوشته‌است، نویسندگی و کارگردانی مستند برنده جایزه ملکه‌های زمان بزرگ (جایزه تماشاگران جشنواره بین‌المللی فیلم همپتونز ۱۹۹۶ و جشنواره بین‌المللی فیلم پالم اسپرینگز ۱۹۹۷). او فیلم سینمایی بیگ استون گپ راکه بر اساس اولین رمانش بود، کارگردانی کردکه لوکیشنی در زادگاهش فیلمبرداری شد. در سال ۲۰۱۸ او سپس تو آمدی با بازی کریگ فرگوسن و کتی لی گیفورد (فیلمنامه‌نویس) را در اسکاتلند کارگردانی کرد.

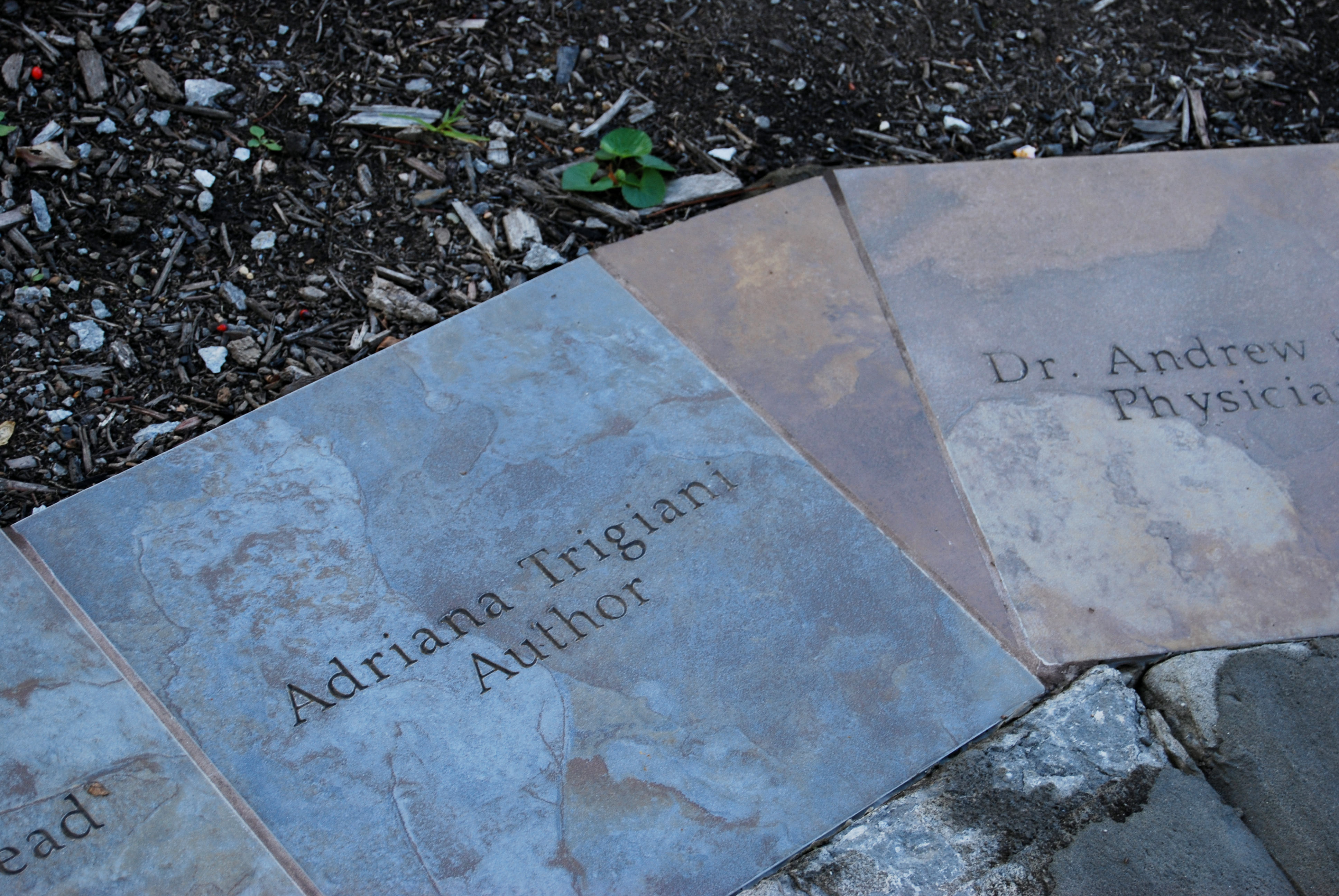
سنگ آدریانا تریگیانی در موزه جنوب غربی ویرجینیا

تریگیانی پرفروش‌ترین مجموعه‌کتابهای بیگ استون گپرا، از جملهبیگ استون گپ(۲۰۰۰)، بیگ چری هولر (۲۰۰۱)، میلک گلس مون (۲۰۰۲) و خانه بیگ استون گپ (۲۰۰۶) را که درزادگاهش ویرجینیا اتفاق می‌افتد، نوشته‌است. همچنین او پرفروش‌ترین سه‌گانه ولنتاین را به رشته تحریر درآوردکه، داستان زنی است که برای نجات شرکت کفش خانوادگی اش در روستای گرینویچ تلاش می‌کند. تریگیانی همچنین کتاب‌های ویولا را دربارهٔ یک فیلمساز نوجوان باهوش اهل بروکلین برای جوانان نوشت. از رمان‌های مستقل تحسین‌شده تریگیانی می‌توان به لوسیا (۲۰۰۳)، ملکه زمان بزرگ (۲۰۰۴) و روکوکو (۲۰۰۵) اشاره کرد. کتاب همسر کفاش تریگیانی روایتی تخیلی از زندگی پدربزرگ و مادربزرگ خودش پس از مهاجرت از ایتالیا به آمریکا در اوایل قرن بیستم است. منتقدان به‌طور مرتب در فهرست پرفروش‌های نیویورک تایمز، به توانایی تریگیانی در «ایجاد صداهای متمایز برای هر یک از شخصیت‌هایش» اشاره کرده‌اند. میلیون‌ها نسخه از کتاب‌های تریگیانی در ایالات متحده در دست چاپ است و در ۳۶ کشور جهان منتشر شده‌است. مضامین کتاب‌های او شامل ادراک از خود، هویت اجتماعی، داستان جهانی مهاجرت، از دست دادن شخصی، زندگی طبقه کارگر و مسائل اجتماعی و زیست‌محیطی معاصر است.

### رمان‌ها
- بیگ استون گپ: یک رمان. نیویورک: رندوم هاوس، ۲۰۰۰.
- بیگ چری هولر:بیگ استون گپ.رمان نیویورک: رندوم هاوس، ۲۰۰۱
- ماه شیشه شیر: رمان شکاف سنگ بزرگ. نیویورک: رندوم هاوس، ۲۰۰۲.
- لوسیا، لوسیا: یک رمان. نیویورک: رندوم هاوس، ۲۰۰۴.
- خانه بیگ استون گپ. رمان. نیویورک: رندوم هاوس، ۲۰۰۶.
- ملکه زمان بزرگ: رمان. نیویورک: رندوم هاوس، ۲۰۰۴.
- روکوکو: یک رمان. نیویورک: رندوم هاوس، ۲۰۰۵.
- خیلی ولنتاین: یک رمان. نیویورک: رندوم هاوس، ۲۰۰۹.
- ویولا در زندگی قرقره. نیویورک: هارپر تین، ۲۰۰۹.
- براوا، ولنتاین: یک رمان. انتشارات هارپر کالینز، ۲۰۱۰
- Viola In the Spotlight New York: Harper Teen، ۲۰۱۱.
- زن کفاش: رمان. نیویورک: انتشارات هارپر کالینز، ۲۰۱۲.
- شرکت سوپریم ماکارونی: رمان. نیویورک: انتشارات هارپر کالینز، ۲۰۱۳.
- همه ستارگان در آسمان: رمان. نیویورک: هارپر، انتشارات هارپر کالینز، ۲۰۱۵.
- کارلو را ببوس نیویورک: انتشارات هارپر کالینز، ۲۰۱۷
- همسر تونی: یک رمان. نیویورک: انتشارات هارپر کالینز، ۲۰۱۸

### خاطرات
- آشپزی با خواهرانم: صد سال دستور غذایی خانوادگی از باری تا شکاف سنگ بزرگ. نیویورک: رندوم هاوس، ۲۰۰۴.
- سر میز آواز نخوان: درس‌های زندگی از مادربزرگ‌های من نیویورک: هارپر، ۲۰۱۰.

### شناخت حرفه ای
- ۱۹۹۶: جایزه تماشاگران، ملکه زمان بزرگ. جشنواره بین‌المللی فیلم همپتونز و جشنواره بین‌المللی فیلم پالم اسپرینگز.[۱۰]
- ۲۰۰۳: پرفروش‌ترین‌های نیویورک تایمز ، لوسیا، لوسیا: یک رمان.[۱۱]
- ۲۰۰۴: پرفروش‌ترین‌های نیویورک تایمز ، ملکه زمان بزرگ: رمان.[۱۲]
- ۲۰۰۴: بهترین‌های خوانده شده در انگلستان و پرفروش ترین‌های هفته ناشران، لوسیا، لوسیا: رمان.
- ۲۰۰۵: جایزه هفتگی داستان ناشران، فینالیست و پرفروش‌ترین‌های نیویورک تایمز، روکوکو: رمان.[۱۳]
- ۲۰۰۶: جوایز ادبی سالانه کتابخانه ویرجینیا، بیگ استون گپ: رمان.
- ۲۰۰۶: فینالیست جایزه انتخاب مردم، بیگ استون گپ.
- ۲۰۰۷: جوایز ادبی سالانه کتابخانه ویرجینیا، خانه بیگ استون گپ.[۱۴]
- ۲۰۰۸: بنیاد دانشگاه شپرد، شورای علوم انسانی ویرجینیای غربی، و مرکز کتاب ویرجینیای غربی، جایزه نویسنده میراث آپالاچی.
- ۲۰۰۹: پرفروش‌ترین‌های نیویورک تایمز ، ولنتاین بسیار: یک رمان[۱۵]
- ۲۰۱۰: پرفروش‌ترین‌های نیویورک تایمز ، ولنتاین براوا: یک رمان.[۱۶]
- ۲۰۱۰: انتخاب لیست مطالعه انجمن کتابخانه آمریکا، بسیار ولنتاین.[۱۷]
- ۲۰۱۲: پرفروش‌ترین هفته‌نامه ناشران و پرفروش‌ترین‌های نیویورک تایمز: همسر کفاش: رمان[۱۸][۱۹]
- ۲۰۱۳: پرفروش‌ترین هفته‌نامه ناشران ، The Supreme Macaroni Company: یک رمان.
- ۲۰۱۳: سازمان ملی زنان ایتالیایی آمریکایی ، منطقه کانکتیکات، آدریانا تریجیانی
- ۲۰۱۵: بهترین بازیگران گروه، بیگ استون گپ، فیلم. جایزه جشنواره فیلم بنتونویل.[۲۰]
- ۲۰۱۵: نیویورک تایمز، بارنز و نوبل ، USA Today ، و پرفروش‌ترین ناشران هفتگی ، همه ستاره‌های بهشت.[۲۱]
- ۲۰۱۵: مجموعه زنان در سینما جشنواره بین‌المللی فیلم سیاتل، بیگ استون گپ (فیلم).